# Norma Abúndez
Norma Abúndez (Cuautla, 1964) es una académica, escritora y promotora cultural mexicana.

## Biografía
Nacida en Cuautla, Morelos, cursó la carrera de lengua y literaturas hispánicas en la Facultad de Filosofía y Letras de la Universidad Nacional Autónoma de México (UNAM).
Trabajó para el Instituto Morelense de Radio y Televisión (IMRyT), donde se desempeñó como guionista y conductora del programa "Proyección Privada", dedicado al cine mexicano. Fue becaria del Fondo Estatal para la Cultura y las Artes (FOECA) y el Fondo Nacional para la Cultura y las Artes (FONCA). Ha participado en talleres impartidos por reconocidos escritores como José Agustín y Juan Bañuelos.
Ha publicado algunos libros, y su trabajo ha sido incluido en diversas antologías, entre los que se destaca: Extremos poéticos (1992), Animales distintos : muestra de poetas argentinos, españoles y mexicanos nacidos en los sesenta (2008) y Estaciones bajo el volcán : antología de la reciente poesía morelense (2013).
Se desempeña como profesora en la Universidad Autónoma de Chiapas (UNACH), así mismo es coordinadora del Premio Nacional de Poesía para Niños Narciso Mendoza, otorgado por la editorial Alfaguara Infantil, y el Ayuntamiento de Cuautla, Morelos.

## Publicaciones seleccionadas

### Antologías
- Abúndez, Norma; Alonso Aguirre, Alejandro; Arrieta Munguía, Adriana; Baca, Víctor; Balderas, Gabriela; Barajas, Benjamín; Boullosa, Pablo; Braun, Mónica; Cerecedo, Eduardo; Corral Vallejo, Federico; Dosamantes, Isolda; Esquivel, Esteban Julián; Ezquivel, Miguel Ángel; Faesler, Carla; Franco Ortuño, Ana; Gutiérrez Alfonzo, Carlos; H. Vera, Juan Carlos; Herrán, Óscar; Hidalgo, Eduardo; Huerta-Nava, Raquel; Jiménez, Miraceti; López Valdés, Mauricio; Luna, Leticia; Miranda, Catalina; Nandayapa, Mario; Naró, Rodolfo; Nungaray Ornelas, Ángel Rafael; Olvera, Raquel; Ramírez, Hugo Víctor; Reyes, Fernando; Rodríguez, Sergio-Jesús; Rodríguez Díez, César; Rosado, Juan Antonio; Santa Olaya, Angélica; Solórzano, Laura (2008). Animales distintos : muestra de poetas argentinos, españoles y mexicanos nacidos en los sesenta. Guadalajara: Consejo Nacional para la Cultura y las Artes / Fondo Nacional para la Cultura y las Artes / Arlequín / Sigma. ISBN 9789709540239.

### Libros
- Abúndez, Norma (1992). Extremos poéticos. México, D. F.: Factor (Aquilea. Cuadernos de Poesía; 10).